# Saga Provci
Saga Provci, född  20 oktober 2004, är en svensk friidrottare. Hon tävlar i medeldistanslöpning för friidrottsklubben Djurgårdens IF.

## Karriär
Saga Provci har tagit flera guld på ungdoms- och juniornivån, såväl inomhus som utomhus. På seniornivå har hon tagit 1 SM-silver och 2 SM-brons i stafett. Individuellt tog hon på inomhus-SM 2023 brons på 800 meter.